# Michael Silvers
Pour les articles homonymes, voir Silvers.
Michael Silvers est un monteur son américain né dans le Queens à New York (État de New York).

## Biographie
Michael Silvers étudie l'histoire au Queens College, puis le cinéma et la télédiffusion à l'université Stanford.
Au début de sa carrière, il a travaillé successivement pour Bravura Films, le Saul Zaentz Film Center et depuis janvier 1988 il est chez Skywalker Sound.

## Filmographie (sélection)

### Cinéma
- 1983 : L'Étoffe des héros (The Right Stuff) de Philip Kaufman
- 1983 : Un homme parmi les loups (Never Cry Wolf) de Carroll Ballard
- 1986 : Blue Velvet de David Lynch
- 1988 : Willow de Ron Howard
- 1989 : Always de Steven Spielberg
- 1989 : Le Cercle des poètes disparus (Dead Poets Society) de Peter Weir
- 1989 : Indiana Jones et la Dernière Croisade (Indiana Jones and the Last Crusade) de Steven Spielberg
- 1990 : Henry et June (Henry and June) de Philip Kaufman
- 1990 : Sailor et Lula (Wild at Heart) de David Lynch
- 1990 : Aux sources du Nil (Mountains of the Moon) de Bob Rafelson
- 1991 : Backdraft de Ron Howard
- 1991 : F/X2, effets très spéciaux (F/X 2) de Richard Franklin
- 1993 : Jurassic Park de Steven Spielberg
- 1995 : Jumanji de Joe Johnston
- 1995 : Casper de Brad Silberling
- 1996 : Mars Attacks! de Tim Burton
- 1996 : Mission impossible (Mission: Impossible) de Brian De Palma
- 1997 : Des hommes d’influence (Wag the Dog) de Barry Levinson
- 1997 : Contact de Robert Zemeckis
- 1997 : Le Monde perdu : Jurassic Park (The Lost World: Jurassic Park) de Steven Spielberg
- 1998 : Ma meilleure ennemie (Stepmom) de Chris Columbus
- 1998 : 1 001 Pattes (A Bug's Life) de John Lasseter et Andrew Stanton
- 1999 : Toy Story 2 de John Lasseter, Ash Brannon et Lee Unkrich
- 2000 : 102 Dalmatiens (102 Dalmatians) de Kevin Lima
- 2001 : Monstres et Cie (Monsters, Inc.) de Pete Docter
- 2002 : Panic Room de David Fincher
- 2003 : Le Monde de Nemo (Finding Nemo) d'Andrew Stanton et Lee Unkrich
- 2004 : Les Indestructibles (The Incredibles) de Brad Bird
- 2004 : Hellboy de Guillermo del Toro
- 2006 : Cars de John Lasseter et Joe Ranft
- 2007 : Ratatouille de Brad Bird
- 2008 : Ponyo sur la falaise (崖の上のポニョ, Gake no ue no Ponyo)?) d'Hayao Miyazaki
- 2008 : Iron Man de Jon Favreau
- 2009 : Là-haut (Up) de Bob Peterson et Pete Docter
- 2010 : Tron : L'Héritage (Tron: Legacy) de Joseph Kosinski
- 2010 : Toy Story 3 de Lee Unkrich
- 2011 : Cars 2 de John Lasseter et Brad Lewis
- 2012 : L’Âge de glace 4 : La Dérive des continents (Ice Age: Continental Drift) de Steve Martino et Michael Thurmeier
- 2013 : Monstres Academy (Monsters University) de Dan Scanlon
- 2016 : L'Âge de glace : Les Lois de l'Univers (Ice Age: Collision Course) de Michael Thurmeier et Galen T. Chu

### Télévision
- 1992-1993 : Les Aventures du jeune Indiana Jones (28 épisodes)

## Distinctions

### Récompenses
- Oscars 2005 : Oscar du meilleur montage de son pour Les Indestructibles

### Nominations
- Oscar du meilleur montage de son
  - en 2002 pour Monstres et Cie
  - en 2004 pour Le Monde de Nemo
  - en 2008 pour Ratatouille
  - en 2010 pour Là-haut
  - en 2011 pour Toy Story 3
- British Academy Film Award du meilleur son
  - en 2010 pour Là-haut